# GT Pro Series
GT Pro Series es un videojuego de carreras desarrollado por MTO y publicado por Ubisoft como título de lanzamiento para Wii. Incluye más de 80 coches con licencia de coches japoneses, física de última generación y muchos modos de juego, incluidos Campeonato, Carrera rápida, Contrarreloj, Versus (4 jugadores), Derrape y Repetición. Gráficamente, el juego usa un estilo de cel-shaded.
Los críticos han notado que los gráficos son generalmente decepcionantes, según IGN. Esto se debe a que las imágenes provienen en gran medida del juego anterior GT Cube para GameCube con actualizaciones menores. GT Cube fue lanzado en Japón en 2003 para Nintendo GameCube.

## Jugabilidad
GT Pro Series incluye ochenta automóviles japoneses de varias empresas, incluidas Honda, Subaru, Toyota y Nissan. Las pistas están en la misma línea que las que se encuentran en la serie de juegos Gran Turismo, pero tienen una calidad gráfica menos general.
El juego presenta autos cel-shaded conduciendo en escenarios más realistas.

### Wii Steering Wheel
Al igual que con Monster 4x4: World Circuit, el juego incluye un volante para el mando de Wii. El volante periférico es creado por Thrustmaster. Otros juegos, como Mario Kart Wii, que se controlan girando (pero no inclinando) el mando de Wii, también se pueden utilizar con este periférico.

## Desarrollo
GT Pro Series fue comprado por primera vez por Ubisoft el 3 de agosto de 2006. En septiembre, GameSpot pudo vislumbrar el juego a través de un pequeño video demo, informando que aunque los autos parecían caricaturescos, todavía tenían un cierto estilo realista. Unas semanas más tarde, GameSpot volvió a mirar el juego y se marchó "impresionado con los controles". IGN también analizó en profundidad el juego, comentando la alta calidad de los esquemas de control. Posteriormente, ambos sitios dieron malas calificaciones al juego en sus reseñas del producto final.

## Recepción
GT Pro Series recibió "críticas generalmente desfavorables" según el agregador de reseñas Metacritic.  En Japón, Famitsu le dio una puntuación de uno seis, dos sietes y uno cinco, para un total de 25 de 40.
GameSpot criticó los gráficos y el audio del juego, escribiendo: "La presentación visual en GT Pro Series parece algo de la era de Nintendo 64, y el sonido no es mejor". IGN elogió la jugabilidad, afirmando, "GT Pro Series se siente como un título de retiro rápido, y los jugadores de Wii merecen algo mejor". Eurogamer señaló cómo el juego muestra serios problemas para los futuros corredores serios en la Wii, mientras comenta que el juego en sí era "absolutamente, inequívocamente, sorprendentemente horrible".